# Pablo Bertone
Pablo Bertone (Arroyito, Córdoba, 29 de marzo de 1990) es un baloncestista profesional argentino. Se desempeña en la posición de escolta y actualmente juega en las filas de los Dresden Titans de la ProA de Alemania.

## Trayectoria
Bertone se inició en el baloncesto en el Club Deportivo y Cultural Arroyito, donde jugó hasta alrededor de los 14 años, para pasar a formar parte de Unión Eléctrica, otro equipo cordobés, coincidiendo con Facundo Campazzo.
El escolta argentino se marchó a Estados Unidos para formarse en la Rise Academy de Filadelfia. Tras sufrir un accidente viajando con el equipo que le originó una lesión en la rodilla izquierda, y después de una larga recuperación, se sumó a Florida Atlantic Owls con los que pudo disputar los torneos de baloncesto de la NCAA durante cuatro temporadas. En 119 encuentros en la competición universitaria promedió 9.7 puntos, 3.2 rebotes y 1.5 asistencias por partido. 
Tras no ser elegido en el Draft de la NBA de 2014, se fue a España para jugar en las filas del Palma Air Europa durante la temporada 2014/2015, en la que Bertone tuvo un rol importante en la plantilla del entrenador Ángel Cepeda, con promedios de 10.7 puntos, 3.2 rebotes y 1.2 asistencias para un total de 7.1 de valoración por partido. Durante aquella temporada, el equipo finalizó como quinto clasificado en la fase regular y en sexta posición con el play-off.
Tras su salida de Mallorca, Bertone jugó dos temporadas en Argentina, su país natal, con Lanús e Instituto.
En la temporada 2017-18 regresó a Europa para jugar en Italia defendiendo los colores del Victoria Libertas Pesaro en Lega Basket A, en las que promedió 10.4 puntos, 3.3 rebotes y 2 asistencias por encuentro.
El escolta argentino comenzó la temporada 2018-19 en las filas del Openjobmetis Varese, conjunto del que se desvinculó en enero de 2019. En consecuencia firmó por el Bertram Tortona de la segunda división italiana, donde promedió 15.7 puntos, 3.7 rebotes y 3.5 asistencias por partido.
En julio de 2019 regresa a España para jugar en las filas del B the travel brand Mallorca Palma de LEB Oro.
En la temporada 2020-21, ya de regreso en su país de origen, vio acción en 14 encuentros en las filas de Instituto, en el que promedia 9.2 puntos y 1.2 asistencias por partido.
En febrero de 2021 vuelve a Europa tras firmar por el Haukar de Úrvalsdeild karla de Islandia. En mayo de ese año, al concluir el campeonato islandés, Bertone se incorporó al Kleb Basket Ferrara para disputar el tramo final de la Serie A2.
Unos meses más tarde, en agosto de 2021, firma por el Knattspyrnufélagið Valur Körfubolti de la Úrvalsdeild karla. Tras guiar al equipo a la conquista del título, renovó su contrato para permanecer dos años más en el club. Sin embargo en septiembre de 2023 dejó Islandia para instalarse en Portugal y unirse al Oliveirense, equipo de la Liga Portuguesa de Basquetebol.
En agosto de 2024 firmó con los Dresden Titans de la ProA de Alemania.